# 豪快者 護星者 超級戰隊199英雄大決戰
《豪快者 護星者 超級戰隊199英雄大決戰》（原文：ゴーカイジャー ゴセイジャー スーパー戦隊199ヒーロー大決戦）是日本《超級戰隊系列》於2011年推出的35週年紀念劇場版於2011年6月11日上映，其中主要的陣容包括《海賊戰隊豪快者》和《天裝戰隊護星者》的演員陣容。

## 本作特色
- 本作為「超級戰隊系列第35部紀念作品」同時也是「東映創立60周年」紀念電影
- 本作劇場版以第35支超級戰隊《海賊戰隊豪快者》和第34支超級戰隊《天裝戰隊護星者》為中心，並且圍繞著傳說的《超級戰隊成員》全部199位戰士的故事。[2]
- 本作時間點位於《海賊戰隊豪快者》本篇第16-17話《天裝戰隊護星者》的歸來篇之後，描寫邪惡的力量『黒十字軍』復活，黒十字王率領著邪惡軍團進攻地球，年年保護地球的超級戰隊將合力保護地球的故事。
- 本作原定於2011年5月21日上映，但因受到2011年日本東北地方太平洋近海地震的影響，而延期至同年6月11日上映，亦為首部延後上映的《超級戰隊系列》劇場版作品。
- 出自於2007年的第30部紀念作品《轟轟戰隊冒險者VS超級戰隊》中的紀念角色「赤紅」亦是二度於劇場版作品登場。
- 本作繼《百獸戰隊牙吠連者VS超級戰隊》、《劇場版 百獸戰隊牙吠連者 怒吼吧，火山》、《轟轟戰隊冒險者 THE MOVIE 最強的密寶》、《轟轟戰隊冒險者VS超級戰隊》後，東映第五部為紀念《超級戰隊系列》誕生的電影作品。
- 本作繼《侍戰隊真劍者VS轟音者 銀幕BANG!!》後，為在台灣電視首播的第二部《超級戰隊系列》劇場版作品。
- 本作繼《百獸戰隊牙吠連者VS超級戰隊》、《轟轟戰隊冒險者VS超級戰隊》、《獸拳戰隊激氣連者VS冒險者》及《劇場版 炎神戰隊轟音者VS激氣連者》後，為第五部會在劇中喊出「我們是超級戰隊！」唱名的《超級戰隊系列》作品。
- 將於《海賊戰隊豪快者》登場的第六位追加戰士「豪快銀」於本作先行登場。

## 故事背景
在海賊戰隊豪快者來到地球的數年前，宇宙殘虐帝國便已開始侵略地球。負責守護地球的歷代34支超級戰隊，在已滿身創傷的情況下耗盡全部力量，終究擊退了殘虐帝國的第一艦隊。歷代戰隊成員失去變身能力，而戰隊力量變為「戰隊鑰匙」散落在宇宙的各個角落。
數年後的現在。失去戰隊力量的戰士們，紛紛回到了自己的人生中，然而，從宇宙中收集到戰隊鑰匙的豪快者們和再度侵略地球的殘虐開戰，護星者們趁機從豪快者手中奪回「護星者戰隊鑰匙」之力。取回護星天使之力的護星者，向豪快者要求歸還護星騎士的戰隊鑰匙未果，雙方戰隊戰火一觸即發。
同時，殘虐的主戰艦上出現了一名不速之客－前祕密結社黑十字軍首領「黑十字王」。和殘虐成為盟友的黑十字王，運用地獄力量喚回了「救星主之未來世紀（天裝）」、「總理大臣．幽溝席馬古里坦因（炎神）」、「冥府神．大袞（魔法）」也順利地從豪快者手中奪取了裝滿戰隊鑰匙的寶箱。在這之後，豪快者和護星者們被分散到了三強敵所在的三大異空間。
某處幼稚園，離開戰隊生活的青梅大五郎的麵包餐車在這停留，向孩子們發放紅豆麵包。偶然看到了一個孩子手中拿著「大電神」模型玩具，不禁回想當年英姿並告訴他「只要好好珍惜它，一定會有好事發生。」，正準備趕往下個發放地點時，路上遇到了突發狀況，碰巧認出巡邏中的胡堂小梅以及外送中的天火星．亮以及神情恍惚的上班族。上班族青年向三人述說了他事業上的瓶頸，絕望下想將「雷霆戰鬥犬」模型拿去典當賣錢，但在三人動之以情的勸說及鼓勵下，那青年留下了希望與夢想。卻在這個時候，天空中出現了黑十字王的影像，公開對超級戰隊及支持超級戰隊的人類們宣戰，使得人們開始產生絕望的恐懼。
而在異世界戰鬥的豪快者和護星者，不知不覺的接納了彼此，便同心協力打倒強敵成功逃出了異世界。回到正常世界之後，納比撿回護星騎士的戰隊鑰匙，順利讓護星騎士加入兩大戰隊陣容。黑十字王以他的力量將先前奪取到的寶箱內共176把戰隊鑰匙，具象化為傀儡戰士和豪快者、護星者們展開大戰。而在兩大戰隊彼此完美無間的合作下，打倒了傀儡戰士順利收復回所有的戰隊鑰匙，此時，竟然自體巨大化，準備反擊疲憊不堪的豪快者、護星者。突然連者鑰匙閃出一陣光芒，將兩戰隊帶入光芒中，他們眼前出現的是歷代戰士13人，前輩的話語激勵護星者，並認可了宇宙海賊豪快者們。護星者、豪快者獲得了歷代33戰隊的超級力量融合而成的「超級戰隊火箭砲」後，將巨大化黑十字王炸個粉碎。
不過，可怕的黑十字王並未因此被打倒，反而露出了真面目－巨大的「黑十字城」，開始無差別地破壞城鎮。兩大戰隊機械人立即前往應戰，沒想到護星大地被擊毀，護星騎士也因此脫離戰線。而正當情勢對正義的一方極度不利，絕望情緒籠罩在人們心上時，上班族向避難群眾述說著青梅所告訴他的「懷抱希望」一事，作為超級戰隊們的後盾，絕對不能放棄希望，語畢，大家紛紛地竭盡心力替戰隊們鼓舞，此時，上班族手上的雷霆鬥牛犬模型和幼稚園童的大電神模型發出光芒，飛向天際。在街道上聚集成光輝後，歷代戰隊的飛行機械和巨大機械人全體甦醒。黑十字城再次召喚了救星主之未來世紀等怨靈與之對抗，不過最後仍不敵巨大機械軍團的聯合攻擊而慘遭殲滅。豪快者們也被授予五連者的巨大力量，促成了「五連豪快王」的合體，順利打倒了黑十字城。
大戰後，護星者們被邀請到了豪快帆船上，親手將戰隊鑰匙交還豪快者，也放心地託付了地球的未來。當兩戰隊乘著豪快帆船航行時，第199位英雄．豪快銀正從地上遙望著。

## 用語
傳說大戰
在《海賊戰隊豪快者》來到地球的數年前，宇宙殘虐帝國便已開始侵略地球，負責守護地球的歷代34支超級戰隊，在已滿身創傷的情況下耗盡全部力量，終究擊退了殘虐帝國的第一艦隊。在此戰役之後歷代戰隊的成員也失去變身能力，而歴代戰隊的力量變成為了「戰隊鑰匙」散落在宇宙的各個角落，因此該戰役也被眾人稱之為「傳說大戰」。

## 登場角色

### 海賊戰隊豪快者
- 詳細內容請參考《海賊戰隊豪快者》

| 演員     | 角色           | 代號     | 台配   |
| -------- | -------------- | -------- | ------ |
| 小澤亮太 | 船長·玛贝拉斯  | 豪快紅   | 張騰   |
| 山田裕貴 | 乔·基布肯      | 豪快藍   | 鈕凱暘 |
| 市道真央 | 露卡·米尔菲    | 豪快黃   | 連思宇 |
| 清水一希 | 东·多格伊亚    | 豪快綠   | 徐偉翔 |
| 小池唯   | 艾姆·德·法蜜由 | 豪快粉紅 | 張雅婷 |
| 池田純矢 | 伊狩鎧         | 豪快銀   | 無聲演 |

### 天裝戰隊護星者
- 在《海賊戰隊豪快者》本篇中已經失去變身的力量，而那力量暫時變成了戰隊鑰匙。

| 演員       | 角色     | 代號     | 台配   |
| ---------- | -------- | -------- | ------ |
| 千葉雄大   | 阿拉塔   | 護星紅   | 王辰驊 |
| 佐藤里香   | 繪里     | 護星粉紅 | 曾詩淳 |
| 浜尾京介   | 亞久力   | 護星黑   | 詹君陽 |
| 丹羽未來帆 | 茉內     | 護星黃   | 張乃文 |
| 小野健斗   | 海斗     | 護星藍   | 馬伯強 |
| 小西克幸   | 護星騎士 | 護星騎士 | 王辰驊 |

### 歷代戰隊共同演出
| 戰隊             | 演員       | 角色       | 代號     | 台配   |
| ---------------- | ---------- | ---------- | -------- | ------ |
| 秘密戰隊五連者   | 誠直也     | 海城剛     | 赤連者   | 馬伯強 |
| JAKQ電擊隊       | 宮內洋     | 番場壯吉   | Big One  | 王辰驊 |
| 電子戰隊電磁人   | 大葉健二   | 青梅大五郎 | 電磁藍   | 宋克軍 |
| 大戰隊風鏡V      | 春田纯一   | 黑田官平   | 風鏡黑   | 詹君陽 |
| 科学戰隊炸药人   | 萩原佐代子 | 立花麗     | 炸藥粉紅 | 孫若薇 |
| 超電子生化人     | 坂元亮介   | 郷史朗     | Red One  | 張騰   |
| 高速戰隊涡轮连者 | 佐藤健太   | 炎力       | 紅渦輪   | 徐偉翔 |
| 五星戰隊大連者   | 和田圭市   | 天火星・亮 | 龍連者   | 李勇   |
| 特搜戰隊刑事連者 | 菊地美香   | 胡堂小梅   | 刑事粉紅 | 曾詩淳 |
| 轟轟戰隊冒險者   | 高橋光臣   | 明石曉     | 冒險红   | 詹君陽 |
| 炎神戰隊轟音者   | 逢澤莉娜   | 樓山早輝   | 轟音黄   | 連思宇 |
| 侍戰隊真劍者     | 鈴木勝吾   | 谷千明     | 真劍綠   | 宋克軍 |
| 侍戰隊真劍者     | 相馬圭祐   | 梅盛源太   | 真劍金   | 曹冀魯 |

### 歷代戰隊協助戰士
| 戰隊                     | 配音員   | 角色        | 代號       | 台配   |
| ------------------------ | -------- | ----------- | ---------- | ------ |
| 激走戰隊車連者           | 大塚芳忠 | 信號人      | 信號人     | 徐偉翔 |
| 星獸戰隊銀河人           | 小川輝晃 | 日向        | 黑騎士     | 王辰驊 |
| 特搜戰隊刑事連者         | 稻田徹   | 高奇‧古魯加 | 刑事先鋒   | 李勇   |
| 特搜戰隊刑事連者         | 石野真子 | 白鳥天鵝    | 刑事天鵝   | 無聲演 |
| 魔法戰隊魔法連者         | 磯部勉   | 小津勇      | 火焰烏薩德 | 張騰   |
| 魔法戰隊魔法連者         | 渡邊梓   | 小津深雪    | 魔法媽媽   | 無聲演 |
| 轟轟戰隊冒險者           | 關智一   | 茲邦        | 黃金之劍   | 同日配 |
| 獸拳戰隊激氣連者         | 荒木宏文 | 理央        | 黑獅子     | 無聲演 |
| 獸拳戰隊激氣連者         | 平田裕香 | 梅麗        | 變色龍     | 無聲演 |
| 侍戰隊真劍者             | 夏居瑠奈 | 志葉薰      | 18代真劍紅 | 無聲演 |
| 轟轟戰隊冒險者VS超級戰隊 | 古谷徹   | 赤紅        | 赤紅       | 無聲演 |

## 敵方勢力

### 主要敵人
黑十字王（日配：神谷明 / 台配：曹冀魯）
《秘密戰隊五連者》中，黑十字軍的統帥級人物。
本作中，他與殘虐聯手，首先把被超級戰隊所打敗的強敵全部復活，並且把在傳說大戰中183位超級戰隊戰士集中全部力量后變成的戰隊鑰匙全部奪走。
最後被五連豪快王的「豪快颶風‧仙后座」打倒。
黑十字城
黑十字王所變身的巨大要塞真面目。大小和東京晴空塔同等，遠遠超過護星巨人和豪快王。

### 歷代敵人
藉由黑十字王之力重生，歷代戰隊的敵役首領．幹部。全員腰間都繫上和黑十字軍的假面怪人相同的紅色紋章腰帶。
救星主之未來世紀/布雷多蘭（復活の救星主ブラジラ，日配：飛田展男 / 台配：徐偉翔）
《天裝戰隊護星者》中，遠古時代封印幽魔獸的護星天使。在天裝戰隊護星者本篇中被打倒。
本次以黑十字軍中黑十字王的手下身分復活。
最後被豪快王、護星巨人打倒。
彗星之布雷多蘭（彗星のブレドラン，飛田展男 聲）
本次以黑十字軍中黑十字王的手下身分復活。
最後被激氣鬥者、生化金剛、巨神V打倒。
卓柏卡布拉之銀翼殺手（チュパカブラの武レドラン，飛田展男 聲）
本次以黑十字軍中黑十字王的手下身分復活。
最後被牙吠王、王連者金剛、變化金剛打倒。
血祭之大屠殺（血祭のブレドラン，飛田展男 聲）
本次以黑十字軍中黑十字王的手下身分復活。
最後被真劍王、旋風神、無敵將軍打倒。
賽博格之銀翼殺手（サイボーグのブレドRUN，飛田展男 聲）
本次以黑十字軍中黑十字王的手下身分復活。
最後被時間噴射機γ、伊卡洛斯重戰機、電磁戰機打倒。
總理大臣．幽溝席馬古里坦因（復活の総裏大臣ヨゴシマクリタイン，日配：梁田清之 / 台配：宋克軍）
《炎神戰隊轟音者》中，蠻機族的最高幹部，害地大臣．幽溝史坦因之父。在炎神戰隊轟音者本篇中被打倒。
本次以黑十字軍中黑十字王的手下身分復活。
最後被炎神王、RV金剛、大連王打倒。
危官房長官．奇拉卡索涅（危官房長官チラカソーネ，島田敏聲）
本次以黑十字軍中黑十字王的手下身分復活。
最後被暴連王、銀河百萬、大獸神打倒。
打掃大臣．凱雷斯基（掃治大臣キレイズキー，竹本英史聲）
本次以黑十字軍中黑十字王的手下身分復活。
最後被勝利金剛、風鏡金剛、太陽火神機械人打倒。
冥府神．大袞（冥府神ダゴン，日配：大塚明夫 / 台配：鈕凱暘）
《魔法戰隊魔法連者》中，冥府十神之一。在魔法戰隊魔法連者本篇中被打倒。
本次以黑十字軍中黑十字王的手下身分復活。
最後被魔法王、銀鎧王、V金剛打倒。
冥府神．伊佛利特（冥府神イフリート，稻田徹聲）
本次以黑十字軍中黑十字王的手下身分復活。
最後被炸藥金剛、閃光王、大冒險、戰鬥狂熱金剛打倒。
冥府神．賽克洛斯（冥府神サイクロプス，置鯰龍太郎聲）
本次以黑十字軍中黑十字王的手下身分復活。
最後被刑事連者機械人、生命金剛、渦輪金剛打倒。
魔蟲兵比比、蠻機兵鎢加、冥府兵索比爾

## 裝備・戰力
超級戰隊火箭砲
從五連者到真劍者，集結了33支超級戰隊的力量及情感，使之具象化的巨型火箭砲。對上巨大化的大黑十字王使用，效果顯著。
粉紅雙重聯擊Part2
豪快粉紅和超級護星粉紅的合體技。豪快粉紅之所以對Part 2有疑問，係因上個共演作品中也曾出現同名招式。
豪快斬裂
豪快王以兩把豪快劍將敵人以X字斬擊的必殺技。
五連豪快王
藉由秘密戰隊五聯者的巨大力量，豪快王和雷霆鬥牛犬所合體的秘密戰鬥型態。於空中飛行時，後方升起五色煙霧。
必殺技為，巨大豪快劍注入仙后座的力量後將敵人一刀兩斷的「豪快颶風·仙后座」。
於《海賊戰隊豪快者》第50話再度登場。
雷霆鬥牛犬
遇見青梅、亮、小梅的上班族所拿的模型玩具。電影版第2作品和本篇第50話登場。
本作中雖為模型玩具，不過最後被豪快王所召喚。
大電神
和青梅邂逅的幼稚園童所拿的實體化模型玩具。
歷代戰隊之巨大機械
| 超級戰隊         | 巨大機械人．戰機                                                             |
| ---------------- | ---------------------------------------------------------------------------- |
| 秘密戰隊五連者   | 雷霆鬥牛犬 Variblune（戰機）                                                 |
| JAKQ電擊隊       | 飛空王牌 Sky Ace（戰機）                                                     |
| 戰鬥狂熱 J       | 戰鬥狂熱金剛 Battle Fever Robo                                               |
| 電子戰隊電磁人   | 大電神 Daidenzin、電磁戰機 Denzi Fighter                                     |
| 太陽戰隊太陽火神 | 太陽火神金剛 Sun Vulcan Robo                                                 |
| 大戰隊風鏡V      | 風鏡金剛 Goggle Robo                                                         |
| 科學戰隊炸藥人   | 炸藥金剛 Dyna Robo                                                           |
| 超電子生化人     | 生化金剛 Bio Robo                                                            |
| 電擊戰隊變化人   | 變化金剛 Change Robo                                                         |
| 超新星閃光人     | 閃光王 Flash King                                                            |
| 光戰隊覆面人     | 巨神V Great Five                                                             |
| 超獸戰隊生命人   | 生命金剛 Life Robo                                                           |
| 高速戰隊渦輪連者 | 渦輪金剛 Turbo Robo                                                          |
| 地球戰隊五人組   | V金剛 Five Robo                                                              |
| 鳥人戰隊噴射人   | 噴射伊卡洛斯 Jet Icarus、翼人鉤爪重戰機 Icarus Haken                         |
| 恐龍戰隊獸連者   | 大獸神 Daizyujin                                                             |
| 五星戰隊大連者   | 大連王 Dairenoh                                                              |
| 忍者戰隊隱連者   | 無敵將軍 Muteki Shogun                                                       |
| 超力戰隊王連者   | 王連者金剛 Ohranger Robo                                                     |
| 激走戰隊車連者   | RV金剛 RV Robo                                                               |
| 電磁戰隊百萬連者 | 銀河百萬 Galaxy Mega                                                         |
| 星獸戰隊銀河人   | 銀鎧王 GingaiOh                                                              |
| 救急戰隊GOGOV    | 勝利金剛 Victory Robo                                                        |
| 未來戰隊時連者   | 時間機器人α Time Robo Alpha、時間噴射機γ Time Jet Gamma                      |
| 百獸戰隊牙吠連者 | 牙吠王 Gao King                                                              |
| 忍風戰隊破裏劍者 | 旋風神 Senpuujin                                                             |
| 爆龍戰隊暴連者   | 暴連王 AbarenOh                                                              |
| 特搜戰隊刑事連者 | 刑事連者機械人 Dekaranger Robo                                               |
| 魔法戰隊魔法連者 | 魔法王 MagiKing                                                              |
| 轟轟戰隊冒險者   | 大冒險 Daibouken                                                             |
| 獸拳戰隊激氣連者 | 激氣鬥者 GekiTohja                                                           |
| 炎神戰隊轟音者   | 炎神王 Engine-Oh                                                             |
| 侍戰隊真劍者     | 真劍王 ShinkenOh                                                             |
| 天裝戰隊護星者   | 護星巨人 Gosei Great、海族護星巨人 Seaick Gosei Great、護星大地 Gosei Ground |
| 海賊戰隊豪快者   | 豪快王 GokaiOh、五連豪快王 Goren GokaiOh                                     |

## 製作人員
- 製作：鈴木武幸、平城隆司、松田英史、福原英行、垰義孝、木下直哉
- 企劃：遠藤茂行、桑田潔、小川政則、日達長夫、小野口征、田代為頼
- 執行製片：杉山登、疋田和樹、加藤和夫
- 原作：八手三郎、石之森章太郎
- 製作人：佐佐木基（tv asahi）、宇都宮孝明・大森敬仁（東映）、矢田晃一・深田明宏（東映代理）、中野剛（東映影像）
- 導演：竹本昇
- 動作導演：石垣廣文（ジャパンアクションエンタープライズ）
- 特攝導演：佛田洋（特撮研究所）
- 腳本：荒川稔久
- 音樂：山下康介、三宅一徳、Project.R
- 攝影：大澤信吾
- 燈光：本田純一
- 美術：大谷和正
- 剪接：佐藤連
- 錄音：傳田直樹
- 混音：小林喬
- 編劇：涉谷康子
- 助導：荒川史繪
- 製作擔當：小林智裕
- 聯合製片：望月卓
- 視覺特效：沖滿
- 人物設計：韮澤靖、篠原保
- 制作：tv asahi、東映影像、東映、東映代理、萬代、木下工務店
- 配給：東映

## 音樂
「スーパー戦隊 ヒーローゲッター〜199ver.」
- 作詞：藤林聖子、荒川稔久 / 作曲・編曲：Project.R（大石憲一郎） / 歌：Project.R（松原剛志、押谷沙樹、高橋秀幸、五條真由美、YOFFY、IMAJO、高取ヒデアキ、Sister MAYO、谷本貴義、NoB、岩崎貴文、大石憲一郎、籠島裕昌）

### 插入曲
「天装戦隊ゴセイジャー」
- 作詞：吉元由美 / 作曲：サイキックラバー / 編曲：Project.R（籠島裕昌） / 歌：NoB（Project.R）

「海賊戦隊ゴーカイジャー」
- 作詞：岩里祐穂 / 作曲：持田裕輔 / 編曲：Project.R（籠島裕昌） / 歌：松原剛志（Project.R）/ コーラス：ヤング・フレッシュ、Project.R

「進め! ゴレンジャー」
- 作詞：石之森章太郎 / 作曲・編曲：渡邊宙明 / 歌：ささきいさお、堀江美都子、コロムビアゆりかご会

## 外部連結
- 《豪快者 護星者 超級戰隊199英雄大決戰》－官方網站（日文）（页面存档备份，存于）
- 豪快者 護星者 戰隊199大決戰 （页面存档备份，存于）